# Dué le quartz
Dué le quartz (jap. デュールクォーツ dyû ru kuôtsu) – japoński rockowy zespół visual kei założony w grudniu 1998 roku, podpisali kontrakt z wytwórnią PS Company. Zespół otworzył fanclub 1 sierpnia 2000 roku o nazwie „Baby Merry”. Po wydaniu kilku albumów i singli grupa rozwiązała się w 2002 roku. Wokalista Sakito i basista Kikasa później utworzyli zespół Figure (pisane jako 【FIGURe;】), gitarzysta Miyabi zmienił pseudonim na „Miyavi” i rozpoczął karierę solową.

## Członkowie
- Sakito – wokal
- Miyabi (jap. 雅 / みやび) – gitara
- Kikasa (jap. キカサ) – gitara basowa
- KAZUKI – perkusja

### Byli
- Ken – gitarzysta

## Dyskografia

### Dema
- Ame to Muchi wo... (jap. アメと鞭を...) (19 lipca 2000)
- Rob Song (16 maja 2001)

### Albumy
- BEST ALBUM (4 września 2002)

### EPs
- Mikansei no Jekyll to Hyde (jap. 未完成のジキルとハイド) (21 listopada 1999)
- Mikansei no Jekyll to Hyde (jap. 未完成のジキルとハイド) (2 grudnia 1999)
- Jisatsu Ganbou (jap. 自殺願望) (29 maja 2000)
- Mikansei no Jekyll to Hyde ~Wakachi no Itari~ (jap. 未完成の“ジキル”と“ハイド” ～若氣の至り～) (10 sierpnia 2000)
- Jisatsu Ganbou (jap. 自殺願望) (2 kwietnia 2001)
- Mikansei no Jekyll to Hyde ~Wakachi no Itari~ Renewal ver (jap. 未完成の“ジキル”と“ハイド” ～若氣の至り～ リニューアルver) (9 stycznia 2002)
- Rodeo (jap. ロデオ) (12 maja 2002)
- LAST TITLE (4 września 2002)

### Single
- D (24 czerwca 2000)
- Dear...from xxx disc–1 (24 stycznia 2001)
- Dear...from xxx disc–2 (24 stycznia 2001)
- Bitter (14 lutego 2001)
- Meikyōshisui / 259046930439141–9 ver (jap. 明鏡止水 / 259046930439141–9 ver) (16–31 maja 2001)
- Re:plica (1 sierpnia 2001)
- WARNING (16–27 2001)
- Rob Song (luty 2003)

### Składanki
- TRIBAL MILLENNIUM ARIVALL (1 stycznia 2000)
- PRELUDE (2 kwietnia 2000)
- SHOCK dege 2000 (14 października 2000)

### Wideo
- Jisatsu Ganbou (jap. 自殺願望) (10 lipca 2000)
- Milk (14 lutego 2001)
- Milk Kaizoku-ban (jap. Milk 海賊盤) (14 lutego 2001)
- Baby Merry (28 sierpnia 2001)
- Re:plica (28 sierpnia 2001)
- History 1999–2001 (7 stycznia 2002)
- BRAINTINE (9 stycznia 2002)
- 「6419461049162791」-69 (9 stycznia 2002)
- TOUR „Ame to Muchi o...” FINAL 2002.01.07 In AkasakaBLITZ (jap. TOUR 「アメと鞭を・・・」FINAL 2002.01.07 in 赤坂BLITZ) (3 lipca 2002)
- VIDEO CLIPS (3 lipca 2002)
- Last Live 2002.09.22 SHIBUYA–AX (grudzień 2002)
- 2000.08.21 ON AIR WEST 1st ONE MAN LIVE „Gōhō doraggu” (jap. 2000.08.21 ON AIR WEST 1st ONE MAN LIVE 「合法ドラッグ」) (luty 2003)